# Црква Пресвето Срце Исусово у Добоју
Црква Пресвето Срце Исусово у Добоју је римокатоличка црква у Добоју. Жупна црква у Добоју припада Врхбосанској надбискупији.

## Историјат жупе и цркве
Године 1879. војничка барака преуређена је у католичку капелицу.
Жупа Добој основана је 1. септембра 1896. године. Благопокојни надбискуп Јосип Стадлеру видио је да градић Добој постаје средиште цијелога краја. Католици овог краја су раније одлазили у оближњу Жупу Сивша, којој је до тада територијално припадало ово подручје. Жупна зидана црква и кућа грађене су од 1896-1910. године, на мјесту које је тачно на пола пута између тадашњег Добоја и Усоре.
Црква је посвећена 1910. године. Те године је у жупи било 1.900 католика. 
До 1935. године, жупа је била посвећена светој Кристини, дјевици и мученици. Тада патрон постаје Пресвето Срце Исусово. Све до 1945. године у жупи су дјеловала многобројна католичка, али и хрватска друштва. Године 1941. отворена је, дуги низ година грађена, зграда Хрватског католичког дома. Комунистичке власти су је одузеле и у њој се сада налази Музеј у Добоју. Био је одузет и сам жупни уред, у који је био смјештен суд.
Црква је минирана и срушена 1992. године, током рата, а обновљена у периоду 20012001-2005. године. Црква је посвећена у недјељу 24. јула 2005. године на дан Свете Кристине, сузаштитнице цркве од стране Кардинала Винко Пуљић, надбискуп Врхбосански за вријеме папе Бенедикта XVI и локалног жупника Велечасног Јосипа Сењака.
Прво звоно за цркву „Пресвето срце Исусово“ набављено је при почетку градње (1896. г) и било је тешко 660кг. Друго звоно аустроугарске трупе однијеле су јер им је недостајало металних сировина. Тек 1926. године успјела је набавка новог звона. Звоно које данас краси добојску католичку цркву такође је тешко 660 кг, а одливено је у звоноливници Инсбрук (Аустрија).